# Siglo chiita
El siglo chiita, o siglo chií, es un término historiográfico utilizado en ocasiones para describir el periodo comprendido entre 945 y 1055, cuando los regímenes musulmanes chiitas, especialmente el fatimí y el búyida, ejercían su autoridad sobre las áreas centrales del mundo islámico.

## Contexto
A finales del siglo IX, el califato abasí comenzó a fragmentarse como consecuencia de una sucesión de crisis internas –la «anarquía de Samarra» y la rebelión Zanj–, dando lugar a la aparición de una serie de dinastías regionales en las provincias del imperio. Durante este tiempo, la oposición al vacilante gobierno abasí era exponencialmente manifestada por sectas chiitas radicales, muchas de las cuales nacieron y crecieron durante el siglo IX en la misma región metropolitana abasí de la Mesopotamia inferior, antes de extenderse a la periferia del territorio musulmán.

## Auge de la influencia chiita
La debilidad del Estado abasí permitió la creación de una colección de regímenes chiitas en los rincones más remotos del mundo islámico, como los estados zaydíes de Tabaristán (864) y Yemen (897), pero sobre todo propició la expansión masiva de un movimiento misionero clandestino ismailí milenarista que cristalizó en el nacimiento de los cármatas y el califato fatimí. Los primeros establecieron un estado propio en Arabia oriental en 899, lanzaron incursiones sobre la Mesopotamia inferior y el Levante e incluso saquearon La Meca en 930. El califato fatimí, por su parte, fue fundado en 909 en Ifriquía y rápidamente se hizo con el control de África del Norte, conquistó Egipto en 969 y se expandió hacia el Levante.
Entretanto, y después de un breve resurgimiento durante los califatos de al-Mutádid y al-Muktafi, el Estado abasí entró a principios del siglo X en una pronunciada decadencia, como resultado del ineficaz liderazgo del califa al-Muqtádir, las disputas internas entre el ejército y los burócratas, y la mala gestión financiera. Esta situación culminó en 945 en la toma de Bagdad por los búyidas, una dinastía favorable al chiismo que, partiendo de unos humildes orígenes, había terminado gobernando gran parte de Irán durante la década anterior. Pese a que los búyidas preservaron nominalmente el califato abasí, durante el siglo siguiente ejercieron su tutela sobre los titulares del mismo. Patrocinaron además a eruditos chiitas, y fue bajo su mecenazgo cuando el chiismo duodecimano adquirió una forma definida tanto como secta como comunidad diferenciada, con la elaboración de una doctrina específicamente duodecimana y la instauración de festivales y prácticas rituales específicamente chiitas. Paralelamente, a finales del siglo X los emires hamdánidas de Alepo convirtieron el norte de Siria en un importante bastión del chiismo, en coincidencia con la constitución de las sectas alauita y drusa.

## Final
El periodo de predominio chiita tocó a su fin con el «renacimiento sunita», una revitalización del islam sunita ortodoxo iniciada por la formalización de las doctrinas sunitas promovida por el califa abasí al-Qádir, y configurada en la esfera política mediante las conquistas del sunita Imperio selyúcida a mediados del siglo XI. La contraofensiva intelectual llegó de mano del gran visir selyúcida Nizam al-Mulk, quien auspició la implantación de una red de escuelas públicas sunitas en los dominios del nuevo imperio.